# Kiền Vi
Kiền Vi (chữ Hán giản thể: 犍为县, âm Hán Việt: Kiền Vi huyện) là một huyện thuộc địa cấp thị Lạc Sơn, tỉnh Tứ Xuyên, Cộng hòa Nhân dân Trung Hoa. Huyện này có diện tích km2, dân số năm 2000 là người. Huyện Kiền Vi được chia thành 12 trấn và 18 hương.
- Trấn: Ngọc Tân, Thanh Khê, La Thành, Ba Câu, Thạch Khê, Tân Dân, Hiếu Cô, Long Khổng, Định Văn, Ngao Gia, Tuyền Thủy.
- Hương: Song Khê, Cửu Tỉnh, Đồng Hưng, Trá Cổ, Thiết Lô, Đại Hưng, Nam Dương, Kỷ Gia, Tân Thịnh, Thọ Bảo, Vũ Vu, Hạ Độ, Ngọc Bình, Dân Đông, Đường Bá, Mã Miếu, Công Bình, Phục Long.